# TERRACE HOUSE TUNES
『TERRACE HOUSE TUNES』（テラス・ハウス・チューンズ）は、2014年5月21日にユニバーサルミュージックから発売されたサウンド・トラック。

## 概要
フジテレビで放送されているテラスハウスの番組初となる公式サウンド・トラック。番組内で実際に使用されている楽曲を収録。

## 収録曲
1. テイラー・スウィフト 「私たちは絶対に絶対にヨリを戻したりしない」 / Taylor Swift "We Are Never Ever Getting Back Together"
番組オープニング曲。『グラミー・ノミネーズ』以外のコンピレーションアルバムに収録されるのはこれが初である。
2. サブライム 「サンテリア」 / Sublime "Santeria" /
3. シザー・シスターズ 「オンリー・ザ・ホーセズ」 / Scissor Sisters "Only The Horses"
4. Rickie-G "Life is wonderful"
5. ドノヴァン・フランケンレイター 「イット・ドント・マター」 / Donavon Frankenreiter "It Don't Matter"
6. ザ・ファーサイド 「ラニン」 / The Pharcyde "Runnin'"
7. ジャクソン・シスターズ 「アイ・ビリーヴ・イン・ミラクルズ」 / Jackson Sisters "I Believe in Miracles"
8. メアリー・ルー・ロード 「ライツ・アー・チェンジング」 / Mary Lou Lord "Lights Are Changing"
9. Q;indivi+SU "a world of difference"
10. ザ・ラスト・グッドナイト 「ピクチャーズ・オブ・ユー~変わらぬ想い」/ The Last Goodnight "Pictures of You"
11. ウィーザー 「アイランド・イン・ザ・サン」 / Weezer "Island in the Sun"
12. ザ・ブラック・アイド・ピーズ 「ショウダウン」 / The Black Eyed Peas "Show Down
13. the HIATUS "Insomnia"
14. テイラー・スウィフト 「ザ・ラスト・タイム feat. ギャリー・ライトボディ」 / Taylor Swift "The Last Time feat. Gary Lightbody"
15. 「私たちは絶対に絶対にヨリを戻したりしない(ピアノ・バラード・バージョン)」 / We Are Never Ever Getting Back Together (Piano Ballad Version)
16. スノウ・パトロール 「しあわせがじんわり(チェイシング・カーズ)」 / Snow Patrol "Chasing Cars"
番組エンディング曲。